# Andrew Surman
Andrew Ronald Edward "Drew" Surman, född 20 augusti 1986 i Johannesburg, Sydafrika, är en engelsk före detta fotbollsspelare.
Surman har tidigare spelat för Southampton, Walsall, Wolverhampton Wanderers, Norwich City och Bournemouth.

## Karriär
Efter säsongen 2019/2020 fick inte Surman förlängt kontrakt i Bournemouth och lämnade klubben.